# История селения Сагада
Селение Сагада расположено высокогорной части Западного Дагестана в Дидоэтии, на территории Цунтинского района, на высоте 1,5.тыс. метров над уровнем моря, у подножия горы Жонтло, где река Митлуда соединяется с Тушинской Алазанью, и берёт начало река Андийское Койсу. Граничит территория поселения с запада с аулом Метрада Цумадинского района, с востока с селениями Митлуда и Тляцуда Цунтинского района, с севера с аулом Хвайни Цумадинского района.

## Версии о возникновении селения
1.М. И. Рамазанов. Сигнальная башня. М.2002 В начале 7 века в горах Урала правил Дзаул-хан Аварский. 619 году он организовал поход на Кахетию, после покорения, которой отправил отряд в сторону Дидо. Все лето ушло на покорение дидойцев, были разрушены аулы, сожжены посевы, вырублены плодовые деревья, угнаны в рабство множество жителей. Разорены были аулы Хари и Увотль. Жители этих селений остались без крыши над головой и без пропитания. Покинув обжитые места, они переселились в аул Чалях Дидоэтии. Но связь с родной землёй не теряли, пасли здесь летом и зимой скот, защищали границы села. В 15 веке на высоте Увотль построили сторожевую башню, оттуда контролировали подходы и пути к землям поселений. В 16 веке из селения Чалях вернулись три семьи увотлинцев и основали селение Сагада. Основателями селения и трёх крупных тухумов стали Гибо, Вату и Жаху.
2.Р. Н. Раджабов. История дидойцев. М.2003. 1614 году иранский шах Аббас направил в Кахетию многочисленное войско. Кахетия была покорена, в рабство угнали 100 тысяча человек. Дидойцы сражались на стороне грузин. 1619 году многочисленный отряд иранцев был отправлен в Дидо, аулы дидойцев были сожжены, 4000 юношей и девушек угнаны в рабство. Были разорены и сожжены селения Увотль и Хари. Позже выходцы из этих двух селений основали селение Сагада.
3. Магомедов Осман — житель селения Сагада. Основателями селения Сагада являются грузины. Братья-грузины Гибо, Жаху, Вату, Зери, Кемели, Ширквала, Бохоли были вынуждены покинуть родную землю во избежание кровной мести.
4.Магомедов Кваци Латипович — руководитель ОБЖ Сагадинской СОШ. По одной легенде, земля где расположен аул Сагада принадлежала Тиндалальскому вольному обществу. Семь дидойских семей Гибо, Жаху, Вату, Зери, Кемели, Ширквала, Бохоли арендовали и использовали эти территории, чтобы пасти летом скот. Со временем построили сакли, хозяйственные постройки. Увеличивается количество населения, укрепляются военные, политические и семейно-брачные связи между арендаторами и вольными обществами Дидоэтии. Происходит межусобные столкновения между двумя влиятельными тухумами Торолава и Дингалава Тиндалальского вольного общества. Сагадинцы, воспользовавшись ситуацией, перестали платить арендную плату, обосновались на этой земле и основали селение Сагада.
При основании поселений дагестанцы исходили из факторов необходимости обороны, близости воды, наличия плодородной земли, сенокосов, пастбищ и лесных угодий. Все эти условия были. Ближайшими соседями сагадинцев являются жители селений Нижнее и Верхнее Хваршини, Цихалах, Сильди и Гако. Между сагадинцами и жителями этих аулов издревле существовали хозяйственные, родственные и куначеские связи. Окружён аул Сагада горными вершинами Кавказского хребта.
Селение Сагада древнее поселение. Об этом свидетельствуют вещественные источники. Конечно, археологическими раскопками специалисты здесь не занимались, но во время строительства второго корпуса Сагадинской школы были найдены каменные статуэтки женщины и птицы-совы, бронзовые статуэтки женщины и воина. На территории поселения, во время весенне-полевых работ обнаружены древние захоронения, где рядом с останками обнаружено оружие из бронзы и изделия гончарного искусства. Это свидетельствует о том, что здесь люди жили несколько тысячи лет назад.

## Сагадинцы в народно — освободительной борьбе горцев Дагестана и Чечни (1829—1859 гг.)[3]
Самая яркая страница истории Дагестана — это героическая народно-освободительная борьба народов Дагестана и Чечни в 1829-1859 гг. против царской колонизации. Это была борьба за свободу и независимость, за защиту своей чести и достоинства, против навязанного извне рабства. Дидойцы принимали участие в военных походах против царских войск, показывали чудеса храбрости и героизма. Сагадинцы не имели представления о крепостничестве, относились к социальной группе уздени (свободные крестьяне). Они были свободными земледельцами, скотоводами, охотниками, ценили и любили свободу, были готовы бороться за неё не жалея своей жизни.
1831 году первый имам Дагестана Гази-Магомед организовал поход на Тарки, взял столицу шамхалов, но погибло 1200 ополченцев. Среди погибших героев были и сагадинцы Усманес Махамад, Мусас Али.
1833 году второй имам Дагестана Гамзатбек с внушительным отрядом мюридов явился в Гергебиль. В отряде имама были и сагадинцы. Гергебильцы оказали сопротивление, от полного разгрома их спасает заступничество мужского населения соседних вольных обществ. Ополченцы захватили у жителей 300 лошадей, стадо крупно рогатого скота. Сагадинцы, Мусы Лабазан, Абида Газиммухамад, Мухаммада Алабахарчи героически погибли в сражении за взятие Гергебиля.
1854 году был организован поход на Кахетию под предводительством сына имама Шамиля Гази-Магомеда. В селе Цинандали были пленены семьи грузинских князей Орбелиани и Чавчавадзе. В этом походе и пленении семей грузинских князей участие принимает сагадинец Али-Султан. Князь Орбелиани был потомком последнего царя Грузии Ираклия 2 адъютантом и другом императора России Николая 1. После долгих переговоров семьи грузинских князей были обменены на сына имама Шамиля Джамалуддина и 16 пленных горцев в долине реки Мичик (Чечня).
1857 году генерал Вревский предпринял карательную экспедицию в дидоевское общество. Его хорошо вооружённый отряд прошёлся по Дидоэтии, разоряя и сжигая аулы цезов. 13 августа 1857 года царские солдаты организовали наступление на селение Китури, где засели 300 лучших борцов за свободу, за правду и веру, за честь и достоинство. Среди защитников-дидойцев был и сагадинец Квацилав. Он был заядливым охотником и лучшим стрелком отряда, хорошо знал повадки зверя. От сотника он получил приказ стрелять только по офицерам. Самоотверженно и храбро сражались защитники Китури, преимущество в живой силе и вооружении было на стороне царских солдат. 20 августа в два часа ночи солдаты царской армии ворвались в селение Китуры. Многие защитники аула погибли как герои за свободу, за свою землю, погиб геройски знаменитый снайпер — сагадинец Квацилав.  
 1846 году царская администрация в Дагестане начинает строительство дороги из Сабуда (Грузия) через Кодорский перевал в Дидо и дальше глубь Дагестана, а по дороге строить крепостные укрепления в салениях Хупри, Шаури и Сагада. Вероятно, это укрепление было построено в местечке Увотль по соседству с аулом Сагада.
1859 году лотом царские генералы организовали военный поход в Дидо. Помимо военной задачи перед генералом Меликовым была поставлена задача разработки дорог Дикло — Хушет — Сотло (Сагада), Кодор — Мунуки-Сотло (Сагада). Но из-за скалистых ущелий царская администрация отказывается от этой затеи. В июле 1859 года генерал Меликов осматривал и изучал территорию Дидо с целью строительства крепости. Было намерение строить крепость около селения Сотло (Сагада), но впоследствии отказывается в пользу селения Шаури как стратегически выгодное.

## Участие сагадинцев в антиколониальной и антифеодальной борьбе горцев в 60—70 гг. 19 века
После поражения горцев 1859 году в Дагестане не наступает мир. В 1863 г., 1866 г., 1871 г. в разных концах Дагестана вспыхивали восстания, они были жестоко подавлены. В Дагестане 1877 году произошло всеобщее восстание против колонизаторов и местных угнетателей. Был избран имамом Дагестана Мухаммад-Хаджи из Согратля. Мае — июне 1877 года главные события произошли в Дидоэтии. Восставшие цунтинцы укрепились в крепости Асах. Защитники Асаха были подвергнуты ураганному обстрелу из пушек в течение двух дней. Селение превратили в развалины, из тысячи воинов в живых остались около двадцати бойцов. Аул Асах перестал существовать. 10 октября 1877 года отряд мюридов-дидойцев остановились на ночлег в местечке Цихва, недалеко от селения Миэрсо. Выставив караульных, решили расположиться и отдохнуть, а утром идти дальше. На рассвете они обнаружили, что окружены отрядом царских солдат. У солдат были выгодные позиции и повстанцы фактически были расстреляны в упор . Там погибли сагадинцы Алибахарчиев Аличу-Мухаммад, Магомедав Саид, Мусаев Лабазан, Манапов Омар, Магомедов Курбан иеще семь повстанцев из селения Сагада.

## Антисоветское восстание в Дидоэтии 1930 году
В 1930 году в Дидо происходит восстание. Было оно направлено против коллективизации, против Советской власти. Руководил антисоветским выступлением Вали Даглаев из селения Терутли. В восстании принимали участие представители почти всех сел Дидоэтии. На подавление восстания был направлен партизанский отряд Муслима Атаева. Партизанский отряд остановился в селении Сагада, занял круговую оборону. Сагадинцы заявили о своём нейтралитете, на самом деле помогали партизанам. Против партизан Вали Терутлинский направляет в Сагаду большой отряд под командованием Вали Хамаитлинского и Хахи из Хутраха. Повстанцы заняли стратегически важные точки и держали селение в течение месяца в осаде. Штаб находился на хуторе Ицух (Ицухъ). Представители сагадинского джамаата под руководством Магомеда Рамазанова (Богӏола) предлагали вести переговоры, не проливать кровь мусульман, но повстанцы отказали и вели перестрелку по партизанам. На штурм не решились, сагадинцы предупредили, что в случае штурма будут воевать на стороне красных партизан, а сагадинцы всегда были прекрасными стрелками. Был убит один партизан и ранен повстанец. Повстанцы оставили сагадинцев без воды. В Ботлих за подкреплением отправили Рамазана(Гӏаликулав), письмо он спрятал в обуви. Дозорные повстанцев заметили его и выстрелили. Пуля попала в рукоятку кинжала. Повстанцы отвели его в хутор Царатл (Царакь) и держали там до снятия осады. Тем временем в Шаури прибывает делегация из Грузии, они объяснили, что и в Грузии, и по всей стране проводит коллективизацию. Повстанцы поняли бесполезность борьбы и разошлись по домам. А дальше закрутилось колесо революционного террора.

## Депортация сагадинцев в Чечню
С 23 февраля по 9 марта 1944 года была проведена операция «Чечевица», в ходе которой 500 тысяча чеченцев и ингушей были выселены с территории ЧИАССР в Среднюю Азию и Казахстан. Это была трагедией народов. ЧИАССР был упразднён, а территория разделена между Северо-Осетинской АССР, Дагестанской АССР и Ставропольским краем. В СССР в1941-1945 гг. были репрессированы 13 народов. Вместе с чеченцами были выселены и сагадинцы Газиев Магомед, Омаров Сурхай, по воле судьбы, оказавшие в Чечне. Сурхай вернулся домой, а жена Магомеда Газиева Патимат и сыновя Латип — ему было 8 лет и Саид — ему было 6 лет так и не узнали ничего о дальнейшей судьбе мужа и отца.

23 февраля 1944 года из селения Ургуюхи Шатойского(Советского) района вместе с чеченцами были выселены двоюродные братья, сагадинцы Газиев Расул Шамсудинович и Магомедов Омар. Отправили их, как и всех репрессированных, в товарных неотапливаемых вагонах. Оказались они в Омске. У Омара в поезде замерзли пальцы ног, в больнице пальцы ему ампутировали, его лечила и ухаживала русская женщина — врач. Впоследствии они поженились. 1950 году Омар приехал к родным в Кироваул (Тавзани) Веденского района. Видимо он уже был болен туберкулёзом, через месяц он умер. А Газиева Расула отправили дальше. Его племянник учитель Сагадинской средней школы обращался в разные инстанции, долго искал его, безрезультатно. Был выселен вместе с чеченцами и Шамсудинов Алибахарчи, неизвестна и его судьба. В марте 1944 было принято решение о переселении жителей некоторых аулов Дагестана на чеченские земли. Были насильственно переселены 1600 хозяйств из Цунтинского района, район был ликвидирован, земли передали в состав Цумадинского района. Дома цезов были сожжены тиндинцами, чтобы они не могли вернуться обратно. В апреле 1944 года 70 хозяйств сагадинцев и митлудинцев были депортированы в Чечню, в селение Кироваул (Тавзани) Веденского района. Они оставили десятилетиями нажитое имущество, могилы предков и уходили в неизвестность. Шесть дней шли они пешком, на руках несли малолетние дети, а за спиной нехитрый скарба, а тяжелая домашняя утварь навьючили на ослов и крупнорогатый скот. В Кировауле вместе с сагадинцами жили переселенцы из селений Гако и Сильди Цумадинского района, а через речку выходцы селения Алак Ботлихского района. По прибытии в Тавзани была создана комиссия по распределению жилья, в составе девяти человек. От сагадинцев туда вошли Магомедов Магомед Боолав, Магомедов Муса, Давудов Гамзат. Разделили аул на три участка и члены комиссии распределили дома, между переселенцами, исходя от количества членов семьи. Сагадинцы жили компактно. В сельской мечети нашли кукурузу, что и спасло их от голода, каждое хозяйство получил по 190 кг. Переселенцы не умели вести хозяйство, в Чечне другой климат, другая почва. Сагадинцы всегда сеяли ячмень просо и пшеницу, а в Чечне сеяли кукурузу, сагадинцы не умели ухаживать за ней. Не подходил людям климат, они болели и голодали. До 30 % сагадинцев остались в чеченской земле. Слишком дорого заплатили сагадинцы за антинародную политику тоталитарного режима. Работали переселенцы в колхозе имени Кагановича. 
 «Первые три года на трудодни мы почти ничего и не получали. С 1948 года колхоз начал сеять пшеницу, что оказалось очень выгодным делом, колхозники начали получать на трудодни пшеницу, масло, сыр, даже мед, сагадинцы научились вести хозяйство, обрабатывали приусадебные участки, жизнь людей улучшается» Магомед Багадуров (79 лет).
В Кировауле работала начальная школа, к сентябрю 1944 года она была реорганизована в семилетку. В этой школе работали учителем начальных классов Рамазан Мидаев, старшим пионервожатым Омар Магомедов и учителем истории Гаджиев Рамазан Гаджиевич. Позже Рамазан Гаджиевич был назначен директором Кванхидатлинской семилетней школы, в этой школе начал свою трудовую деятельность и Магомедов Латип Газиевич (сагадинец). В 1944 году открыли избу- читальню, первым заведующим был Хадисов Лабазан, уроженец селения с. Гако, а после Магомедов Омар, сагадинец. 1948 году открыли первый сельский магазин в селение Кироваул (Тавзани), завмагом был назначен Вакиев Ахмед. Медпункт находился в селе Алак(Махкита), где работал один фельдшер. Медпункт обслуживал жителей пяти селений: Алак, Кироваул, Шопих, Кванхидатль и Хваршини. 1957 году на свою Родину начали возвращаться чеченцы. Представители власти провели сход жителей села и предложили переселиться низменные районы Дагестана. В начале июня  1958 года сагадинцы покинули Кироваул (Тавзани), хотя чеченцы предлагали остаться жить рядом сними, и обещали помощь при строительстве домов. 3 июня 1958 года переселенцы прибыли в Муцалаул Хасавюртовского района: двадцать четыре семьи сагадинцев, две семьи уроженцев села Тляцуда Цунтинского района, две семьи уроженцев села Хваршини Цумадинского района, одна семья из селения Алак Ботлихского района и две семьи уроженцев из селения Ансалта Ботлихского района. С 1961 года начали переселяться жители селений Нижнее и Верхнее Хваршини, а чуть позже и из селений Метрада и Цихалах Цумадинского района.

## Школа
До Октябрьской социалистической революции в ауле Сагада Цунтинского района при мечети функционировал мектеб то есть религиозная начальная школа, где мальчиков обучали чтению Корана. Некоторые учились письму и арабскому языку, получали первоначальные сведения о мусульманской религии. Девочки обучались дома или ходили на учёбу к муалиму- женщине. Дальнейшее образование по грамматике, по шариату продолжали индивидуально у учёных-алимов по всему Дагестану. Известными арабистами, знатоками арабского языка и основ исламской религии стали Алиев Гази-Гаджи, Гамзатов Али, Магомед Боолав, Алиев Гамзат, Гамзатов Магомедрасул. Их имена знают и за пределами Цунтинского района. Дагестана в 1921 году завершилась братоубийственная гражданская война. Начинается восстановление хозяйства, преобразования во всех сферах жизни дагестанского общества. Советская власть начала борьбу за ликвидацию неграмотности. Первая светская школа в селе Сагада открыта 1923 году. Сведения о первых учителях не сохранились. 1928 году дагестанские школы перешли с аджама на латинскую графику и учителем в начальной школе селения стал работать Шамсудинов Алибахарчи Алибахарчиевич. К 1930 году в селе была построена одноэтажная школа из трёх комнат. После него долгое время учителем Сагадинской начальной школы работал уроженец Ахвахского района Айгум. После завершения учёбы в СНШ сагадинские дети продолжали учёбу в Шауринской семилетней школе-интернате. После возвращения из Чечни 1958 году быстрыми темпами была восстановлена школа. 1962 году был первый выпуск начальной школы после возвращения сагадинцев из Чечни. Построили школу за короткий срок Квацилаев Гасан и Газимагомедов Магомед. Заведующим начальной школой стал Магомедов Латип Газиевич, рядом с ним работал опытный педагог и мудрый наставник Мидаев Рамазан Алигаджиевич. После завершения начальной школы дети оставались неохваченными учёбой. И 1963 году начальная школа была реорганизована в Сагадинскую восьмилетнюю. Был открыт пришкольный интернат для выпускников Митлудинской и Тляцудинской начальных школ. Силами коллектива и при содействии районного руководства был построен второй этаж школы. В 70-х 20 века силами коллектива школы был построен второй корпус школы, где были размещены общежитие для школьников из других аулов, столовая, складские помещения, кабинет военного дела. 1980 году восьмилетняя школа была реорганизована в среднюю. Функционировал и пришкольный интернат для детей из селений Митлуда, Тляцуда и Хамаитли (Нагуратли). Обучались в средней школе и дети из селений Хваршини, Метрада, Хушет и Хвайни Цумадинского района. 23 января 2012 года сгорел первый корпус школы. В течение двух дней был подготовлен второй корпус для продолжения обучения школьников. За 90 лет Сагадинская школа выпустила 413 человек с восьмилетним, девятилетним и общим средним образованием. Руководили школой в разное время Магомедов Латип Газиевич, Латипов Магомед Магомедович, Саидов Раджаб Рамазанович, Шахбанов Магомед Ибрагимович, Абдулаев Иса Курбанович, Алиев Абакар Мусаевич.

## Основание поселка Сагада в Хасавюртовском районе
Большинство сагадинцев вернулись в свой родной аул в Цунтинском районе. В Хасавюртовском районе сагадинцев приняли в селе Муцалаул. Устроились в винсовхоз «Муцалаульский» в качестве рабочих-виноградарей, была острая нехватка рабочих рук. Некоторые жили в домах у кумыков. Приняли переселенцев-сагадинцев кумыки и русские радушно и доброжелательно, помогали, чем могли. Но чиновники не выделяли земельные участки для строительства домов и ведения подсобного хозяйства. За лето построили дома по заказу совхоза и до осени 1960 года жили в них. Отбивали пороги райкома партии и других властных структур, обратились в Дагестанский обком партии, но все безрезультатно. Вопрос решили только после обращения в ЦК КПСС. Для решения земельного вопроса приехал председатель Совнархоза Дагестана Шамхалов Шахрудин. Земля была выделена и летом 1960 года, начали строить дома. Государство выделяет льготные кредиты на строительство домов. Были навязаны однотипные проекты.
Поселок Сагада Хасавюртовского района основан 3 июня 1958 года, в этот день здесь появились первые переселенцы из селения Кироваул Веденского района , 26 семей сагадинцев(цунтинцев) , 2 семьи хваршининцев(аварцев), две семьи из селения Ансалта и одна семья из Алака Ботлихского района. С 1961 года в Сагаду начали переселяться уроженцы селений Нижнее и Верхнее Хваршини, Цихалах и Метрада Цумадинского района. Граничит с селениями Муцалаул, Кокрек, станция Карланюрт.